# كلود كالام
كلود كالام (بالإنجليزية: Claude Calame)‏، (من مواليد لوزان 1943) كاتب سويسري في الأساطير اليونانية وبنية السرد الأسطوري من منظور عالم هلنستي وسيميائي وإثنولوجي وكذلك فقيه لغة. وهو أستاذ اللغة والأدب اليوناني في جامعة لوزان ومدير الدراسات في كلية الدراسات المتقدمة في العلوم الاجتماعية في باريس.